# Café Tacuba (álbum)
Café Tacvba es el primer álbum de estudio debut de la banda de rock alternativo Café Tacvba, lanzado al mercado por Warner Music Group Latina el 28 de julio de 1992. Su producción estuvo a cargo de Gustavo Santaolalla. Rubén Albarrán, el vocalista principal de la banda fue acreditado como "Juan, el que hace como que canta" en las notas del forro del disco. 
El sonido de esta primera producción evidencia el formato underground del que ellos provenían. Fieles a su propuesta inicial de plasmar una identidad mexicana, las canciones son llevadas ideológicamente hacia un plano más acústico y de sofisticación mínima, tomando un poco del espíritu punk con el que se formaron musicalmente algunos de sus integrantes.
Las letras del álbum básicamente aportan dosis de delirio, ironía y buen humor, aunque también hay temas donde cuentan historias enigmáticas y pasionales, como lo son «María» y «Las batallas» (esta última basada en la novela Las batallas en el desierto de José Emilio Pacheco). También las letras hacen referencias a las de otras canciones: «Bar Tacuba» tiene fragmentos similares a «Tu recuerdo y yo» de José Alfredo Jiménez, y «Las batallas» tiene una estrofa del famoso tema de Pedro Flores «Obsesión», canción de la que también Pacheco hace referencia en su mencionada novela.
El videoclip del primer sencillo, «María», contó con la participación de la célebre actriz Ofelia Medina. Muchas de las canciones del disco, particularmente «La chica banda» y «Labios jaguar», guardan relación con los indígenas y mestizos de México. Precisamente «La chica banda» es la canción que el grupo ha elegido para terminar varios de sus conciertos.
Aunque este material mostró a Café Tacvba sólo como una banda de canciones livianas y divertidas, obtuvo una recepción favorable del público y de la prensa en su país y dejaría canciones firmes en su repertorio.

## Lista de canciones
| N.º | Título                                                                                                  | Autor                                             | Duración |  |
| 1.  | «Noche oscura»                                                                                          | R. Albarrán · E. Del Real                         | 4:03     |  |
| 2.  | «Las batallas (del libro "Las batallas en el desierto" de José Emilio Pacheco)»                         | E. Rangel                                         | 3:26     |  |
| 3.  | «Las persianas»                                                                                         | R. Albarrán                                       | 2:54     |  |
| 4.  | «Rarotonga (de la historieta "Rarotonga". Autor: Guillermo de la Parra; Ilustrador: Antonio Gutiérrez)» | J. Rangel · E. Del Real                           | 2:51     |  |
| 5.  | «María»                                                                                                 | J. Rangel                                         | 3:53     |  |
| 6.  | «Cometer suicidio»                                                                                      | J. Rangel                                         | 2:37     |  |
| 7.  | «La chica banda»                                                                                        | R. Albarrán · E. Del Real · J. Rangel · E. Rangel | 3:48     |  |
| 8.  | «El catrín»                                                                                             | J. Rangel                                         | 2:50     |  |
| 9.  | «Pinche Juan»                                                                                           | R. Albarrán                                       | 0:34     |  |
| 10. | «Labios jaguar»                                                                                         | R. Albarrán                                       | 2:20     |  |
| 11. | «Debajo del mar»                                                                                        | E. Del Real                                       | 3:00     |  |
| 12. | «La zonaja»                                                                                             | J. Rangel                                         | 3:03     |  |
| 13. | «Bar Tacuba»                                                                                            | J. Rangel                                         | 3:52     |  |

## Miembros
- Juan (Rubén Albarrán)
- Emmanuel Del Real
- Joselo Rangel
- Quique Rangel